# Cinolazepam
Cinolazepam ist ein Arzneistoff aus der Gruppe der Benzodiazepine und besitzt amnestische, anxiolytische, antikonvulsive, hypnotische, sedative und muskelrelaxierende Potenziale. Die anxiolytischen, antikonvulsiven und muskelrelaxierenden Eigenschaften sind nur sehr schwach, die hypnotischen verhältnismäßig stark ausgeprägt. Dies ist der Grund, weshalb es in der Medizin als Hypnotikum eingesetzt wird.
Es wurde 1978 von Gerot Pharmazeutika entwickelt und 1992 unter dem Fertigarzneimittelnamen Gerodorm auf den europäischen Markt gebracht. Die Substanz ist in Deutschland nicht erhältlich.

## Wirkungsmechanismus
Die Wirkung von Cinolazepam beruht auf einer Verstärkung GABAerger Nervenzellen, besonders des limbischen Systems. Cinolazepam führt zu einer Verkürzung der Einschlafzeit, zur Verminderung der Aufwachphasen durch Lärmbelästigung und zu rascherem Wiedereinschlafen nach nächtlichem Erwachen. Die mittlere Schlafdauer wird verlängert. Das typische Pharmako-EEG zeigt eine Zunahme der mittleren schnellen Beta-Aktivität sowie eine Abnahme der Alpha-Aktivität. REM-Schlafperioden unterliegen nur minimalen Veränderungen.

## Pharmakokinetik
Cinolazepam wird nach oraler Aufnahme rasch und vollständig resorbiert. Die maximalen Plasmakonzentrationen werden innerhalb von 2 Stunden erreicht. Die Halbwertszeit beträgt 4–6 Stunden und die Äquivalenzdosis zu 10 mg Diazepam beträgt 40 mg.

## Nebenwirkungen
Häufige Nebenwirkungen, vor allem zu Beginn der Behandlung sind: Schläfrigkeit während des Tages, Benommenheit, Schwindel, Kopfschmerzen, Muskelschwäche und Verwirrtheit. In seltenen Fällen kann eine paradoxe (gegensätzliche) Wirkung mit Erregung (Angst, Aggressivität, agitierter Verwirrtheitszustand) auftreten, die keinesfalls mit Dosissteigerung beantwortet werden darf.
Cinolazepam weist wie alle Arzneistoffe aus der Benzodiazepin-Klasse ein hohes Abhängigkeits- und Missbrauchspotenzial auf.

## Handelsnamen
Monopräparate
Gerodorm (AT, nicht mehr im Handel), Gerodorm (BG, CZ, HU, SK, RO)